# Таз Русский
Таз Русский — село в Берёзовском районе Пермского края. Входит в состав Кляповского сельского поселения.

## Географическое положение
Село расположено на реке Таз (правый приток реки Сылва), к юго-востоку от райцентра, села Берёзовка.

## Население
| 2010 |
| ---- |
| 175  |

## Улицы
- Заречная ул.
- Мира ул.
- Молодёжная ул.
- Набережная ул.
- Садовая ул.
- Школьная ул.

## Топографические карты
- Лист карты O-40-91 Усть-кишерть. Масштаб: 1 : 100 000. Состояние местности на 1980 год. Издание 1987 г.